# حلبة أثينا
حلبة أثينا (أثينا أرينا) هي مكان موسيقي كبير في أثينا، اليونان. تم بناؤه في عام 2004 كمركز مؤتمرات كبير وقاعة حفلات، مصممة لاستضافة ما يصل إلى 3000 شخص بمقعد. كانت مملوكة لمجموعة <Papatheoharis>. الفنانون المميزون في الساحة هم مارينيلا وأنتونيس ريموس وساكيس روفاس وآنا فيسي. منذ عام 2005، حيث كان مكانًا يقام به الاختيار اليوناني النهائي لمسابقة الأغنية الأوروبية. في 23 و 24 سبتمبر 2010، كانت الساحة مكانًا لمسابقة يوروفوايس الموسيقية الأولى، التي استضافتها باميلا أندرسون وإريك سيرا، مع ضيوف الشرف ساكيس روفاس وإنريكي إغليسياس وأنستزيا.
بعض العروض التي استضافتها حلبة أثينا هي: 
- مارينيلا & أنتونيس ريموس - (Ta Logia Einai Peritta (2006.

- مارينيلا & أنتونيس ريموس - (S 'Ena Tango (2007

- أنتونيس ريموس - (Day + Night (2008
- آنا فيسي - (The Fabulous Show (2009

- آنا فيسي& ساكيس روفاس - (Face2Face Show (2010.

في عام 2014، تم تحويل الساحة إلى مسرح يتسع لـ 1600 مقعدا، يُعرف باسم مسرح بانثيون. بعد ثلاث سنوات من العمل كمسرح للمسرحيات الموسيقية، في عام 2017، أصبح المكان مرة أخرى قاعة للحفلات الموسيقية حاملة اسمها الأول حلبة أثينا (أثينا أرينا).